# Храм Бориса и Глеба в Зюзине
Храм Бориса и Глеба в Зюзине — православный храм в районе Зюзино города Москвы. Относится к Андреевскому благочинию Московской епархии.

## История
Имение, в котором располагалось село Зюзино, принадлежало князьям Прозоровским. Строительство ныне существующего храма с нижней, тёплой церковью во имя благоверного князя Владимира и летней, во имя благоверных князей Бориса и Глеба, велось в 1698—1704 годах. Предыдущий деревянный храм был построен и освящён в 1688 году.
В 1938 году храм был закрыт. Во время Великой Отечественной войны его убранство сильно пострадало: деревянные детали интерьеров использовались местными жителями в качестве топлива. В конце 1950-х годов началась его первая реставрация, после которой в 1966 году в храме разместили завод, изготовлявший искусственные алмазы для промышленности. В 1979 году началась новая реставрация, после чего в храме разместился архив Министерства инструментальной и станкостроительной промышленности СССР.
В 1989 году храм перешёл православной общине Севастопольского района, был освящён и начал действовать.
С 2005 года при храме действует воскресная школа для детей и взрослых.

## Архитектура
Изначально на этом месте располагался старый деревянный храм. Новый храм был построен в стиле московского (нарышкинского) барокко. Архитектура церкви близка к храму Троицы Живоначальной в Троице-Лыкове, архитектором которого ошибочно считается Яков Бухвостов, в действительности бывший подрядчиком. Все основные храмы в нарышкинском стиле, в том числе и Борисоглебскую церковь в Зюзине, одно время приписывали ему.
Церковь построена на высоком арочном подклете, размер алтаря и притвора одинаковы. Восьмерик над центральной частью здания обрамлен декоративными гребешками. В украшении храма отсутствуют традиционные для московского барокко наличники. Для подъёма в верхний летний храм построены нарядные лестницы.
В 1879 году к церкви пристроили невысокую четырехскатную колокольню, увенчанную крестом — такая древняя архитектурная форма была свойственна деревянным постройкам, таким образом представляя собой редкий для Подмосковья тип. Впоследствии колокольня была соединена с храмом крытым переходом. До наших дней колокольня не сохранилась.

## Духовенство
- Протоиерей Сергий Звонарёв, настоятель.
- Протоиерей Владимир Кучумов, клирик.
- Иерей Николай Кривотулов, клирик.

В 1989—2014 годах настоятелем храма был Владимир (Новиков), в будущем епископ Клинцовский и Трубчевский.